# Cleavon Little
Cleavon Jake Little (Chickasha, 1 juni 1939 – Sherman Oaks, 22 oktober 1992) was een Amerikaans acteur. Hij won in 1970 een Tony Award voor zijn hoofdrol als Purlie Victorious Judson in de musical Purlie en in 1989 een Primetime Emmy Award voor zijn eenmalige gastrol als Tony Larkin in de komedieserie Dear John. Daarnaast werd hij in 1975 genomineerd voor de BAFTA Award voor meest veelbelovende nieuwkomer in een filmhoofdrol, voor het spelen van Sheriff Bart in de komische westernfilm Blazing Saddles.
Little kreeg in 1994 postuum een ster op de Hollywood Walk of Fame.

## Carrière
Na te zijn begonnen met acteren in toneelstukken, maakte Little in 1968 zijn filmdebuut als Phil in de komedie What's So Bad About Feeling Good?. Dat bleek zijn eerste van meer dan dertig filmrollen, die in televisiefilms meegerekend. Daarnaast speelde Little wederkerende personages in verschillende televisieseries. Daarvan waren die als dokter Jerry Noland in de komedieserie Temperatures Rising en die als Ron Freeman in de komedieserie True Colors het omvangrijkst. Ook had Little eenmalige gastrollen in meer dan twintig andere series. Voorbeelden hiervan zijn All in the Family (in 1971), The Mod Squad (1972), Police Story (1975), The Waltons (1975), The Love Boat (1980), Fantasy Island (1981), The Fall Guy (1983) en Tales from the Crypt (1992).
Little stierf op zijn 53ste aan de gevolgen van darmkanker.

## Filmografie
*Exclusief 12 televisiefilms
| - Goin' to Chicago (1991) - Murder by Numbers (1990) - Fletch Lives (1989) - The Gig (1985) - Once Bitten (1985) - E. Nick: A Legend in His Own Mind (1984) - Toy Soldiers (1984) - Surf II (1984) - Double Exposure (1983) - Jimmy the Kid (1982) | - The Salamander (1981) - High Risk (1981) - Scavenger Hunt (1979) - FM (1978) - Greased Lightning (1977) - Blazing Saddles (1974) - Vanishing Point (1971) - Cotton Comes to Harlem (1970) - John and Mary (1969) - What's So Bad About Feeling Good? (1968) |

## Televisieseries
*Exclusief eenmalige gastrollen
- True Colors - Ron Freeman (1991-1992, twintig afleveringen)
- MacGyver - Frank Colton (1989-1991, twee afleveringen)
- Bagdad Cafe - Sal (1990-1991, twaalf afleveringen)
- Alf - George Foley (1987, twee afleveringen)
- One of the Boys - ... (1982, twee afleveringen)
- Temperatures Rising - Jerry Noland (1972-1974, 46 afleveringen)
- Felony Squad - Jesse Hawkins (1968, twee afleveringen)

## Privé
Little trouwde in 1974 met Valerie Wiggins, met wie hij één kind kreeg. Hun huwelijk eindigde in 1974 in een echtscheiding.